# 广布芋兰

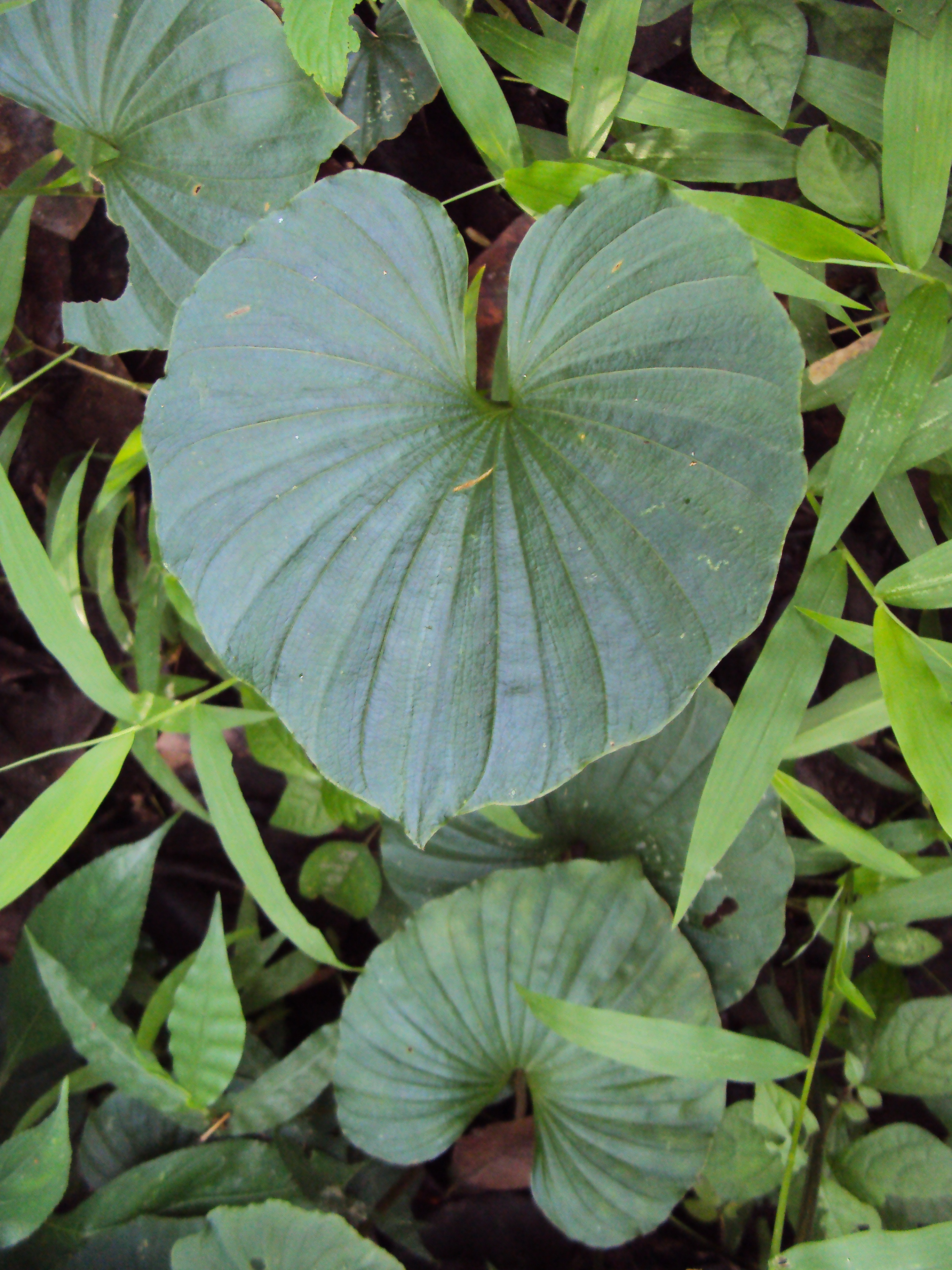
Nervilia aragoana

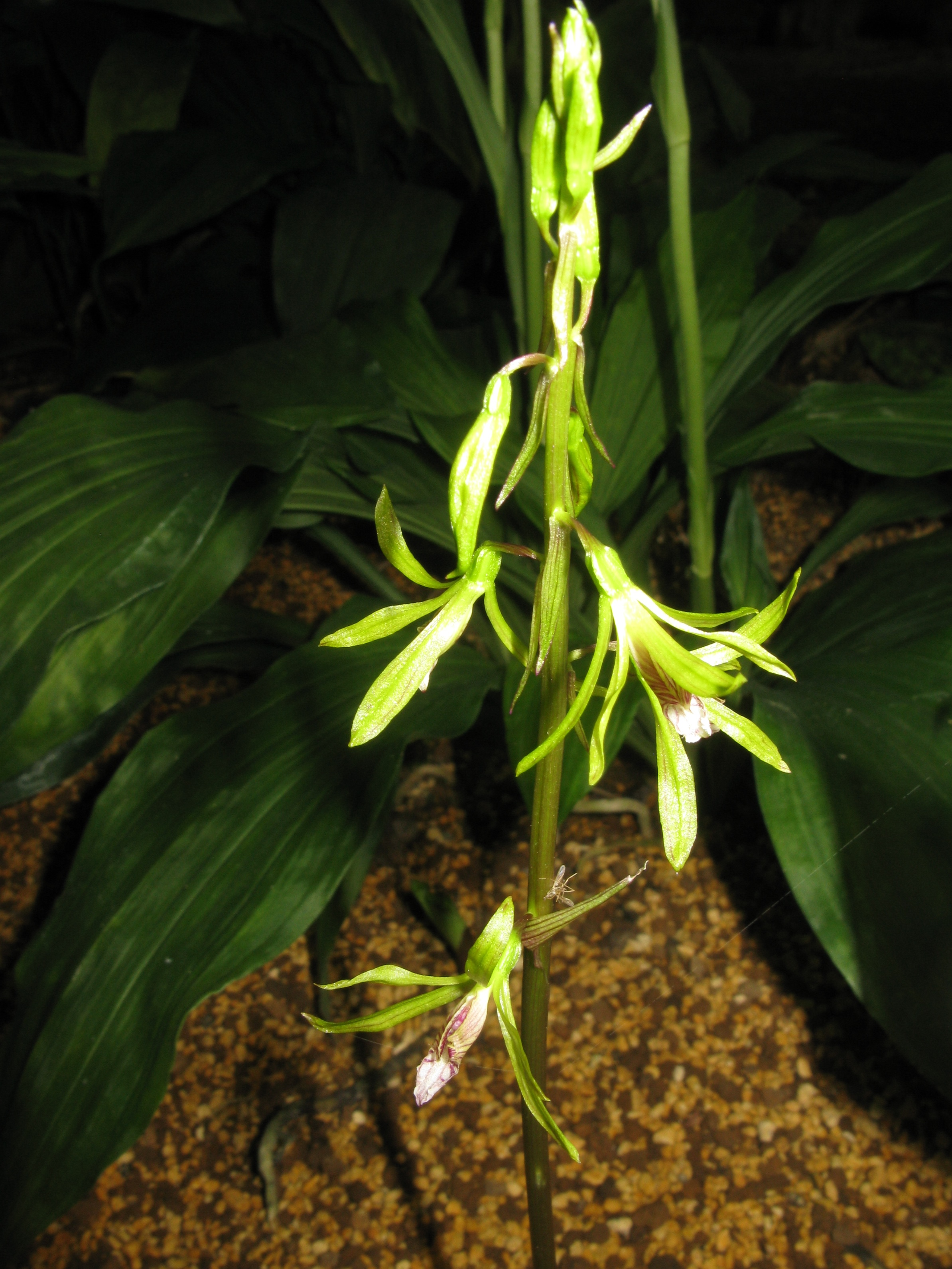
Nervilia aragoana

广布芋兰（学名：Nervilia aragoana）为兰科芋兰属的植物。分布于澳大利亚、缅甸、马来西亚、太平洋、日本、菲律宾、尼泊尔、印度、孟加拉国、越南、台湾、老挝、泰国、印度尼西亚、新几内亚岛以及中国大陆的西藏、四川、湖北、云南等地，生长于海拔400米至2,300米的地区，见于林下及沟谷阴湿处，目前尚未由人工引种栽培。

## 别名
芋兰（西藏植物志） 西藏芋兰（中国高等植物图鉴） 脉叶兰（台湾兰科植物） 一点广（台湾兰科植物彩色图鉴） 东亚脉叶兰（台湾植物志）